# فرد غالاغير
فرد غالاغير (بالإنجليزية: Fred Gallagher)‏ هو رسام كارتون أمريكي، ولد في 15 نوفمبر 1968 في لونغ آيلند في الولايات المتحدة.

## وصلات خارجية
- الموقع الرسمي